# 千葉県道256号新舞子海岸線
千葉県道256号新舞子海岸線（ちばけんどう256ごう しんまいこかいがんせん）は、千葉県富津市を起点・終点とする一般県道。ほぼJR内房線と並行する経路をとり、海水浴場として知られる新舞子海岸沿いを走る。

## 路線データ
- 起点：富津市湊 長浜交差点（国道127号接続）
- 終点：富津市亀田 佐貫町駅前交差点（国道465号接続）
- 総延長：4.202 km（君津土木事務所管内：4.202 km[1]）
- 重用延長：なし（君津土木事務所管内：0.0 km）
- 実延長：4.202 km（君津土木事務所管内：4.202 km[1]）
- 認定年月日：1955年（昭和30年）3月4日

## 地理

### 通過する自治体
- 千葉県
  - 富津市

### 交差する道路・河川・鉄道路線
- 千葉県富津市
  - 長浜交差点（国道127号）
  - 橋梁（名称不明）（河川名称不明）
  - 笹毛踏切（内房線）
  - 橋梁（名称不明）（染川）
  - 八幡街道踏切（内房線）
  - 佐貫町駅前交差点（国道465号）

### 沿線
- 慈眼寺
- 新舞子海岸
- 鶴峰八幡神社
- 佐貫町駅